# Strojnyj (1903)
Strojnyj (ros. Стройный), pierwotnie Striż (Стриж) – rosyjski niszczyciel z początku XX wieku i wojny rosyjsko-japońskiej, jedna z 27 jednostek typu Sokoł. Wyporność okrętu wynosiła około 250 ton, a jego główne uzbrojenie stanowiło pojedyncze działo kalibru 75 mm wsparte lżejszą artylerią oraz bronią torpedową. Napędzana maszynami parowymi jednostka rozwijała prędkość około 27 węzłów, osiągając zasięg 450–660 Mm przy prędkości 13 węzłów.
Okręt został zwodowany w 1903 roku w Port Artur, a do służby w Marynarce Wojennej Imperium Rosyjskiego został wcielony 1 marca?/14 marca 1904 roku, w składzie Eskadry Oceanu Spokojnego. Jednostka zatonęła 31 października?/13 listopada 1904 roku nieopodal Port Artur po wejściu na minę.

## Projekt i budowa
„Strojnyj” był jednym z 27 niszczycieli typu Sokoł, spośród których 26 wykonanych zostało przez rosyjski przemysł okrętowy na wzór zbudowanego w Wielkiej Brytanii w 1895 roku „Sokoła”. Prototypowy „Sokoł” był jednym z pierwszych i najnowocześniejszych niszczycieli na świecie, lecz na skutek szybkiego rozwoju tej klasy okrętów na przełomie wieków oraz opóźnienia z budową serii, okręty seryjne w chwili wejścia do służby były już przestarzałe, mniejsze i słabiej uzbrojone od nowych niszczycieli. Formalnie początkowo klasyfikowane były w Rosji jako torpedowce, przed wyodrębnieniem w 1907 roku klasy niszczycieli (dosłownie: torpedowców eskadrowych, ros. eskadriennyj minonosiec), aczkolwiek faktycznie od początku nazywane były niszczycielami.
Budowę niszczyciela rozpoczęto w Zakładach Newskich w Petersburgu, kładąc stępkę w 1902 roku pod nazwą „Striż” („Стриж”). Następnie okręt w częściach przewieziono do Port Artur, gdzie został zmontowany i zwodowany jako „Strojnyj” („Стройный”) w 1903 roku.

## Dane taktyczno-techniczne
Okręt był czterokominowym niszczycielem z taranowym dziobem. Długość całkowita wykonanego ze stali niklowej kadłuba wynosiła 57,91 metra, szerokość 5,64 metra i zanurzenie 2,29 metra. Wyporność normalna wynosiła 240 ton, a pełna 258 ton. Okręt napędzany był przez dwie maszyny parowe potrójnego rozprężania o mocy 3800 KM, poruszające dwie śruby, do których parę dostarczały cztery kotły Yarrow . Prędkość maksymalna wynosiła 26,5–27,5 węzła . Pełny zapas węgla wynosił 60 ton. Zapewniał on zasięg wynoszący od 450 do 660 Mm przy prędkości 13 węzłów .
Główne uzbrojenie artyleryjskie stanowiło pojedyncze działo kalibru 75 mm Canet o długości 50 kalibrów (L/50), umieszczone na platformie nad sterówką, strzelające pociskami o masie 4,9 kg, z zapasem 160 pocisków przeciwpancernych. Uzbrojenie uzupełniały trzy pojedyncze działa kalibru 47 mm Hotchkiss M1885 L/40 (dwa umieszczone na burtach za pomostem bojowym i jedno na samej rufie). Strzelały pociskami o masie 1,5 kg, a zapas amunicji wynosił 800 sztuk. Okręt wyposażony był w dwie pojedyncze obrotowe wyrzutnie torped kalibru 381 mm, umieszczone w osi podłużnej na pokładzie na rufie, z zapasem sześciu torped. Torpeda Whiteheada typu L wzór 1898 miała długość 5,18 metra i masę 430 kg (w tym głowica bojowa 64 kg), a jej zasięg wynosił 600 metrów przy prędkości 29–30 węzłów i 900 metrów przy 25 węzłach . 
Załoga okrętu liczyła początkowo 52 osoby, w tym czterech oficerów, później stan wzrastał do 55 osób.

## Służba
W momencie wybuchu wojny rosyjsko-japońskiej na okręcie trwały prace wyposażeniowe w doku w Port Artur. „Strojnyj” został wcielony do służby w Marynarce Wojennej Imperium Rosyjskiego 1 marca?/14 marca 1904 roku. Jednostka została przyporządkowana do 2 flotylli niszczycieli Eskadry Oceanu Spokojnego.
17 maja?/30 maja niszczyciele „Strojnyj” i „Grozowoj” wraz z kanonierką „Otważnyj” udaremniły atak japońskich niszczycieli na rosyjskie trałowce. W nocy z 24 maja?/6 czerwca na 25 maja?/7 czerwca „Strojnyj” wraz z siostrzanym „Skorym” zaatakował przeprowadzające w Zatoce Tahe operację minowania japońskie okręty. W nocy z 27 maja?/9 czerwca na 28 maja?/10 czerwca niszczyciel (wraz z siostrzanymi okrętami „Rieszytielnyj”, „Skoryj” i „Smiełyj”) wziął udział w nierozstrzygniętej bitwie z japońskimi niszczycielami z 2 dywizjonu pod Port Artur. 7 czerwca?/20 czerwca 1904 „Strojnyj” wraz z „Silnym” ochraniały pomocniczy stawiacz min „Bogatyr’”, który postawił liczącą 30 min zagrodę w Zatoce Dziesięciu Okrętów. Rankiem 10 czerwca?/23 czerwca „Strojnyj” wraz z pięcioma innymi niszczycielami uczestniczył w trałowaniu toru wodnego z Port Artur, by umożliwić głównym siłom I Eskadry opuszczenie bazy w celu wykonania przejścia do Władywostoku.
9 lipca?/22 lipca „Strojnyj” i „Smiełyj” dokonały kontroli przewożonego ładunku na płynącym na wodach Zatoki Gołębiej niemieckim statku „Chifu”. Rankiem 29 lipca?/11 sierpnia 1904 „Strojnyj”, „Silnyj” i „Skoryj” wraz z kanonierkami „Wsadnik”, „Bobr” i „Griemiaszczij” osłaniały pod Port Artur zespół trałowy, oczyszczający tor wodny dla powracających do bazy po bitwie na Morzu Żółtym okrętów. 23 lipca?/5 sierpnia niszczyciele „Biesszumnyj”, „Bojkij”, „Burnyj”, „Raziaszczij” i „Storożewoj” wyszły z Port Artur z zadaniem postawienia próbnej zagrody minowej, eskortowane przez dziewięć innych niszczycieli (w tym „Strojnego”); tuż po godzinie 4:00 na redzie zewnętrznej rosyjski zespół natknął się na patrolujące japońskie niszczyciele „Akebono”, „Oboro” i „Ikazuchi”, w wyniku czego mimo przewagi liczebnej postawiono tylko osiem min. 5 sierpnia?/18 sierpnia „Strojnyj” wraz z sześcioma innymi niszczycielami wyszedł do Zatoki Gołębiej (chiń. Jiuwan) na spotkanie transportującego żywność francuskiego statku SS „Georges”, eskortując go w drodze do Port Artur. 8 sierpnia?/21 sierpnia „Strojnyj” i sześć innych niszczycieli dokonały ostrzału japońskich baterii w Zatoce Tahe. 10 sierpnia?/23 sierpnia „Strojnyj” wszedł w skład zespołu okrętów rosyjskich (pancernik „Siewastopol” i osiem innych niszczycieli), który w Zatoce Tahe dokonał ostrzału japońskich baterii dział kalibru 76 mm i starł się z krążownikami pancernymi „Kasuga” i „Nisshin”.
W październiku 1904 roku jednostkę dostosowano do stawiania min, usuwając w tym celu z pokładu zapasowe torpedy (w zamian okręt mógł zabrać 16-18 min). W nocy z 27 września?/10 października na 28 września?/11 października „Strojnyj” postawił składającą się z 16 min zagrodę na wodach między zatokami Gołębią a Luizy, a w dzień wszedł w skład liczącego dziewięć niszczycieli zespołu, który udał się do Zatoki Lunwantan w celu postawienia następnej zagrody minowej („Strojnyj” i „Sierdityj” postawiły łącznie 20 min, w tym dziewięć atrap). W nocy z 3 października?/16 października na 4 października?/17 października okręt postawił kolejnych 18 min w rejonie Laotieszanu. 
Noc z 30 października?/12 listopada 1904 na 31 października?/13 listopada 1904 roku „Strojnyj” spędził razem z bliźniaczym niszczycielem „Silnyj” na zewnętrznej redzie Port Artura, pod osłoną baterii nadbrzeżnej. Gdy rano okręty odkotwiczyły, „Strojnyj” wszedł na japońską minę zerwaną z uwięzi, która zdryfowała ku brzegowi, i zatonął na płyciźnie Tygrysiego Ogona. „Silnyj” uratował z niego załogę, lecz także wpadł na minę i został uszkodzony. Zginęło na nim dwóch oficerów uratowanych ze „Strojnego” ulokowanych w mesie, a trzeci został ranny.